# Hypoponera inaudax
Hypoponera inaudax är en myrart som först beskrevs av Santschi 1919.  Hypoponera inaudax ingår i släktet Hypoponera och familjen myror. Inga underarter finns listade i Catalogue of Life.